# صلح كالتابيلوتا

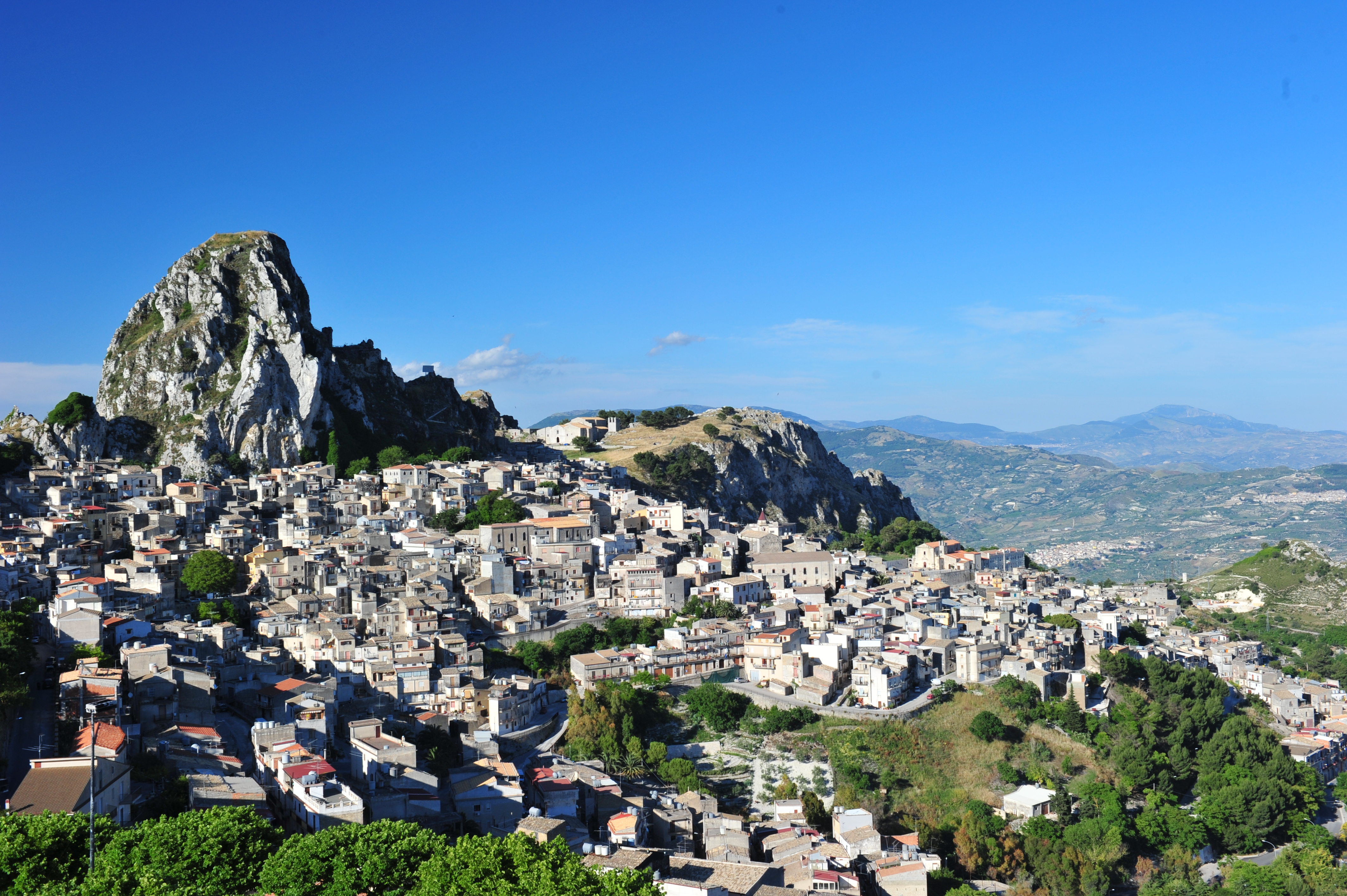

صلح كالتابيلوتا وُقّع في 31 أغسطس 1302، وكان آخر سلسلة من المعاهدات، بما فيها تلك في تاراسكون وأنانيي، والتي تهدف إلى إنهاء الصراع بين بيوت أنجو وبرشلونة للسيطرة على البحر الأبيض المتوسط وخاصة صقلية وميتسوجيورنو.